# As We See It
As We See It é uma série de televisão via distribuição digital criada por Jason Katims, com na base na série de televisão israelita On the Spectrum de Dana Idisis e Yuval Shafferman. Com oito episódios, foi exibida pela Amazon Prime Video a 21 de janeiro de 2022.

## Enredo
Os três colegas de quarto no espectro autista, Jack, Harrison e Violet, se esforçam para conseguir e manter os seus empregos, fazer amigos, se apaixonar e navegar num mundo que os iludem. Com a ajuda das suas famílias, dos seus assessores e por vezes até uns com os outros, o trio experimenta contratempos e celebra triunfos nas suas próprias jornadas únicas em direção à independência e aceitação.

## Elenco
- Rick Glassman como Jack
- Albert Rutecki como Harrison
- Sue Ann Pien como Violet
- Sosie Bacon como Mandy
- Chris Pang como Van, irmão de Violet
- Joe Mantegna como Lou
- Vella Lovell como Salena

## Episódios
| N.º | Título                                 | Dirigido por | Escrito por | Lançamento            |
| --- | -------------------------------------- | ------------ | ----------- | --------------------- |
| 1   | "Piloto"                               | Jesse Peretz | ASA         | 21 de janeiro de 2022 |
| 2   | "I Apologize for My Words and Actions" | ASA          | ASA         | 21 de janeiro de 2022 |
| 3   | "When Violet Met Douglas"              | ASA          | ASA         | 21 de janeiro de 2022 |
| 4   | "The Violetini"                        | ASA          | ASA         | 21 de janeiro de 2022 |
| 5   | "Ever Had an Edible?"                  | ASA          | ASA         | 21 de janeiro de 2022 |
| 6   | "Fear Is My Bitch"                     | ASA          | ASA         | 21 de janeiro de 2022 |
| 7   | "Outed"                                | ASA          | ASA         | 21 de janeiro de 2022 |
| 8   | "Please Don't Leave"                   | ASA          | ASA         | 21 de janeiro de 2022 |

## Produção
A 14 de março de 2019, foi anunciado a adaptação estado-unidense de On the Spectrum pela Amazon Prime Video, com o argumento de Jason Katims e a produção de Jeni Mulein da True Jack Productions e Dana Stern da Yes Studios. A 11 de outubro de 2021, foi anunciado o título da série para “As We See It”, e a contratação de Jesse Peretz como o produtor executivo do episódio-piloto.
A 12 de junho de 2019, Rick Glassman, Sue Ann Pien, Albert Rutecki, Sosie Bacon e Chris Pang foram escalados para a série. A 11 de outubro de 2021, Joe Mantegna foi escalado para a série.
A 11 de outubro de 2021, as primeiras fotografias da série foram divulgadas. A 22 de novembro de 2021, foi mostrada a prévia da série.
A 22 de novembro de 2021, a estreia da série foi definida para 21 de janeiro de 2022.

## Recepção
O sítio de agregador de críticas Rotten Tomatoes relatou um índice de aprovação de 95% com uma classificação média de 7.7/10, baseada em 21 críticas. O sítio Metacritic, que usa uma média ponderada, atribuiu uma pontuação de 81 de 100, baseada em 15 críticas, indicando "aclamação universal".
Daniel Feinberg do jornal The Hollywood Reporter escreveu que a série é "uma mistura sincera, principalmente de lágrimas e risos."